# La Mortella (Ischia)

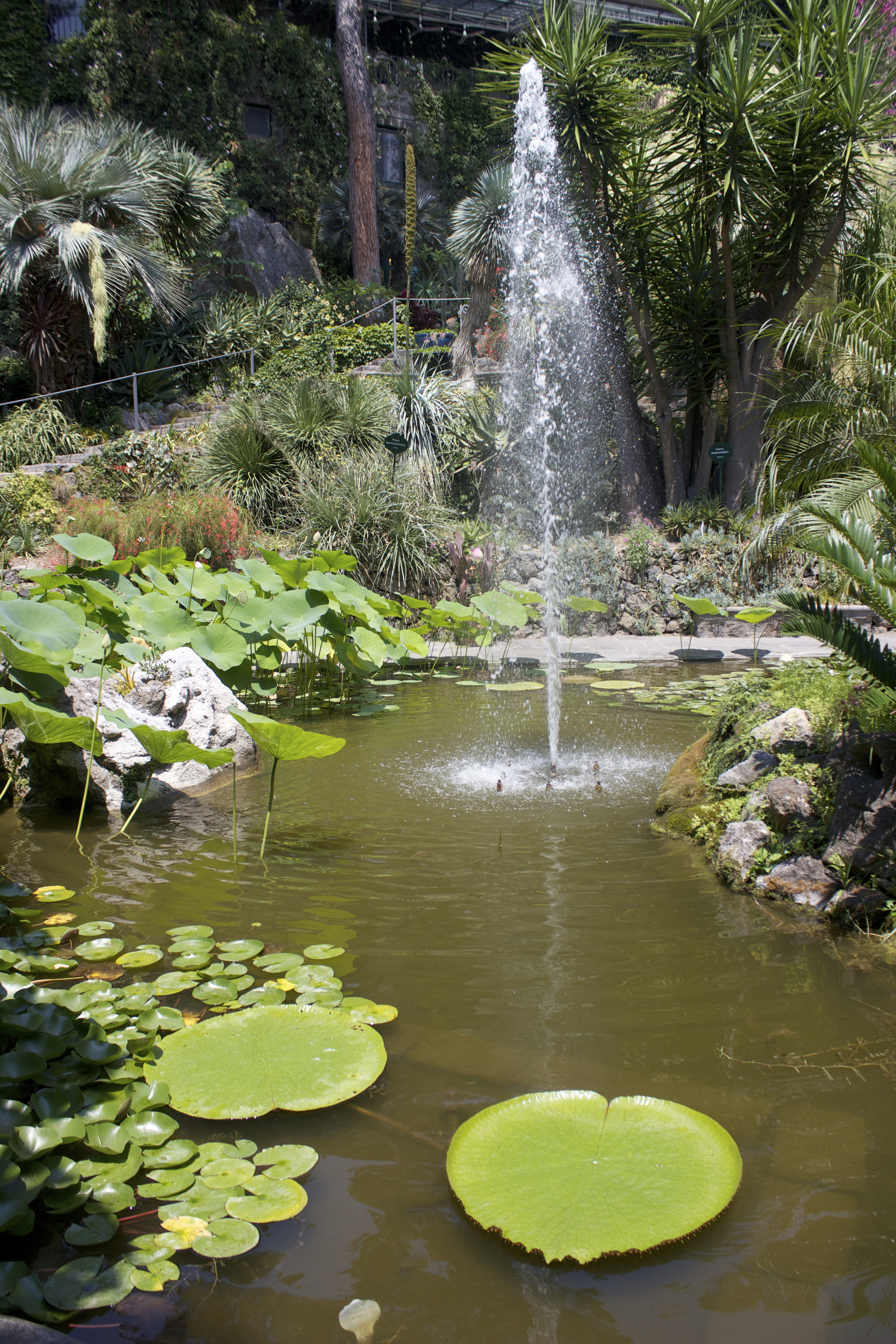
La Mortella

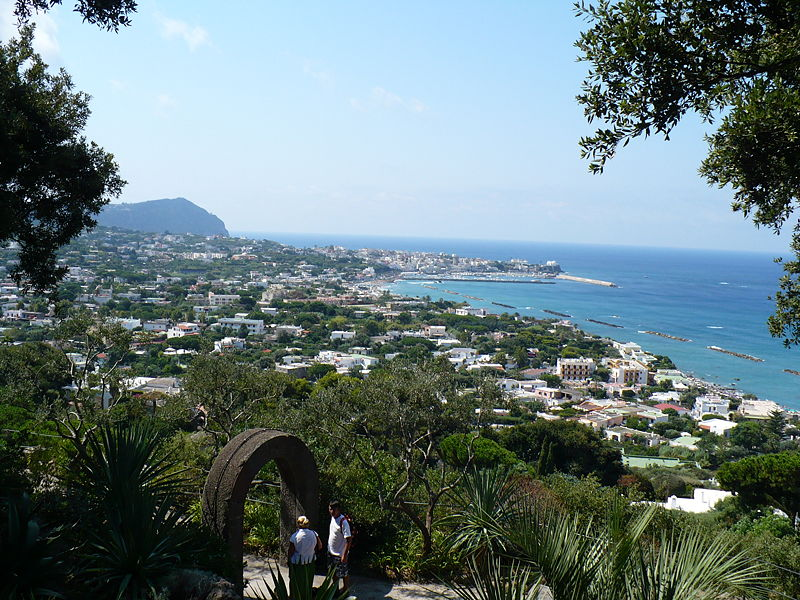
Blick vom Park nach Forio

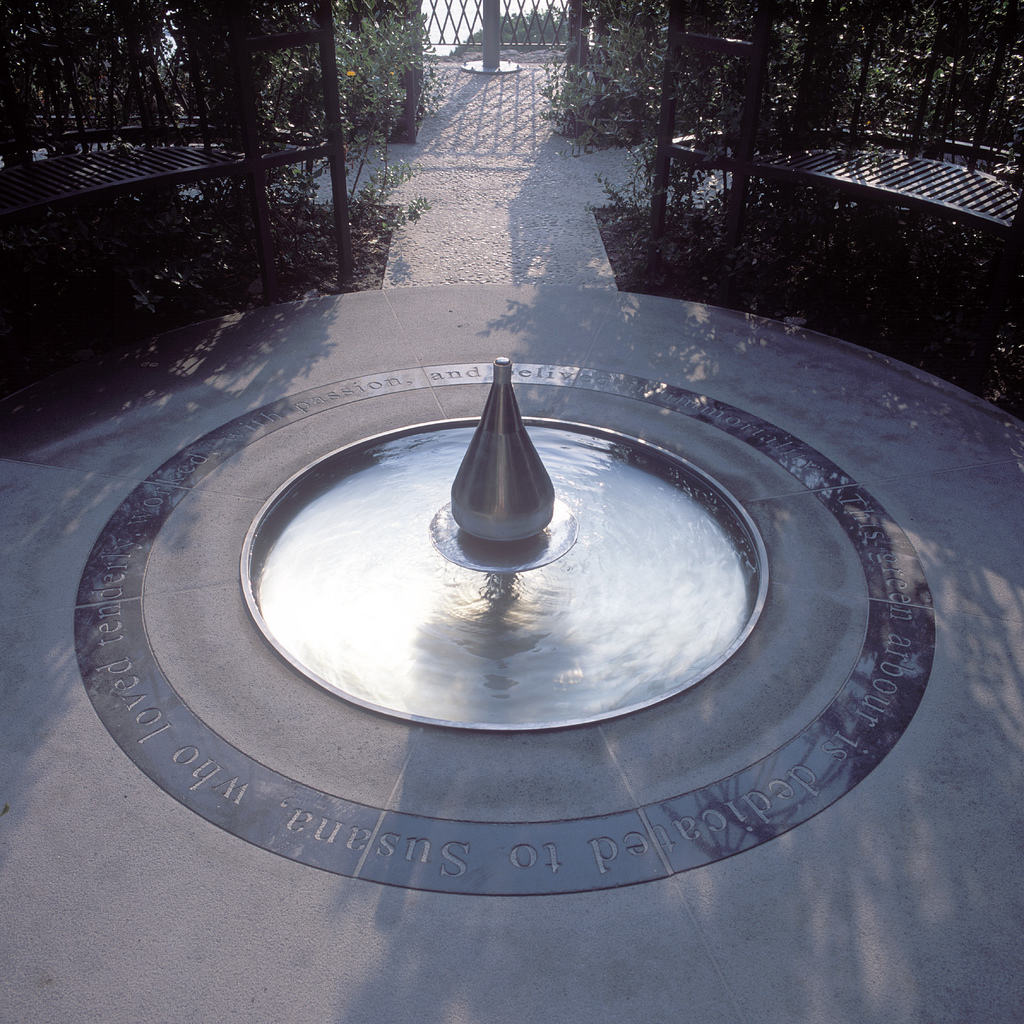
Brunnen des Nymphäums

La Mortella (italienisch: Ort der Myrten) ist ein Anwesen mit einem kunstvoll angelegten Park in Forio-San Francesco auf der italienischen Insel Ischia und wurde 1991 der Öffentlichkeit zugänglich gemacht. Es stand ursprünglich im Eigentum des englischen Komponisten William Walton und seiner Frau Susana (1926–2010), die unmittelbar nach dem Zweiten Weltkrieg nach Ischia kamen. Das Anwesen umfasst ein Museum, das Walton-Archiv sowie einen Konzertsaal und ein griechisches Theater.

## Geschichte
Die Insel Ischia im Golf von Neapel ist seit langem ein Refugium für Künstler, Musiker, Schriftsteller und Prominente. 1948 reiste Walton nach Buenos Aires als Delegierter einer internationalen Konferenz der Performing Right Society. Dort lernte er Susana Gil Passo kennen, die 24 Jahre jünger war als er. Kurz darauf heirateten sie. Er versprach ihr, dass sie sechs Monate im Jahr in Italien leben würden. Sie besuchten die Insel Ischia in der Bucht von Neapel, die damals noch nicht dem Massentourismus diente. Im Oktober 1949 ließen sie sich in ihrer neuen Heimat auf der Insel Ischia mit einem Zweitwohnsitz nieder.
William Walton verkaufte 1956 sein Haus in London und baute eine Villa oberhalb von Forio, um mit seiner argentinischen Frau permanent dort leben zu können. Bis zur Fertigstellung des ersten Bauabschnitts verstrichen sechs Jahre. Für die Außenanlage errichtete Susana mit „La Mortella“ einen der schönsten Gärten der Insel. Russell Page, ein bekannter britischer Landschaftsarchitekt, hatte 1956 den Grundriss des Gartens gezeichnet. Über die Jahre kamen viele illustre Gäste, darunter Laurence Olivier, Vivien Leigh, Terence Rattigan, Paul Hindemith, Hans Werner Henze, Maria Callas, Charlie Chaplin und Prinz Charles, der auch das Vorwort für das Gartenbuch Susana Waltons schrieb. Im Jahr 2004 wurde der Park mit dem ersten Preis „Il Parco Più Bello d'Italia“ (der schönste Park Italiens) im Wettbewerb mit über 100 anderen Gärten ausgezeichnet.

## Parkanlage
Die Gärten bieten eine Aussicht auf die Stadt und den Hafen von Forio. Mit „La Mortella“ wurde ein karges, vulkanisch-steiniges Gelände zu einer üppigen, tropischen Gartenlandschaft entwickelt. Die Gärten beherbergen eine Vielzahl von seltenen und exotischen Pflanzen. Der Park hat mehrere Ebenen, teilweise mit einem eigenen, feuchten und schattigen Mikroklima. Page legte den Park in zwei Hauptabschnitten an. Den unteren Teil bezeichnete er als Tal, den oberen als Hügel. Der gesamte Park erstreckt sich auf etwas über 2 ha und bietet Raum für über 3000 verschiedene Pflanzen. Bächlein, Brunnen, Wasserbecken und Fontänen helfen bei der Kultivierung von bewässerungsintensiven Pflanzen. Zum 80. Geburtstag des Komponisten errichtete der Gartenarchitekt 1982 einen Brunnen, der mit der Zahl 8 spielt. Der Brunnen ist achteckig und steht auf einer achteckigen Terrasse.
Susana Walton hat seit 1983 den oberen Bereich des Gartens weiter gestaltet. Er bietet eine vorwiegend mediterrane Vegetation. Dort befindet sich auch der pyramidenhafte Fels, in dem die Asche Waltons beigesetzt wurde. In der Nähe findet man den Sonnentempel mit dem Zimmer der Geburt, dem Zimmer der goldenen Liebe und dem Ende des sterblichen Lebens als drei verschiedene Bereiche, die durch dicke Mauern getrennt sind. Das griechische Theater dominiert den oberen Garten. Die Tribüne für das Publikum ist in den Hang des Hügels geschnitten. Mit der Bühne blickt man zugleich über die Bucht von Forio.
An der Bergseite im südöstlichen Teil des Gartens liegt das Nymphäum, eine grüne Laube mit geschnittenem Stechpalmen-Kreuzdorn, einem Immergrün. In der Mitte des Nymphäums ruht ein moderner polierter Edelstahlbrunnen, in dem sich der Himmel spiegelt. Vier schmiedeeiserne Sitznischen sind um den Brunnen gruppiert und ergeben eine ruhige Struktur, während von dort vier Wege zu symbolischen Kunstwerken führen. Rund um den Brunnen steht die Inschrift: 

„This green arbour is dedicated to Susana, who loved tenderly, worked with passion and believed in immortality.
[Diese grüne Laube ist Susana gewidmet, die zärtlich liebte, mit Leidenschaft arbeitete und an die Unsterblichkeit glaubte.]“

Susana Waltons Asche wurde in der Nähe bei einer Aphrodite-Statue beigesetzt.

## Museum

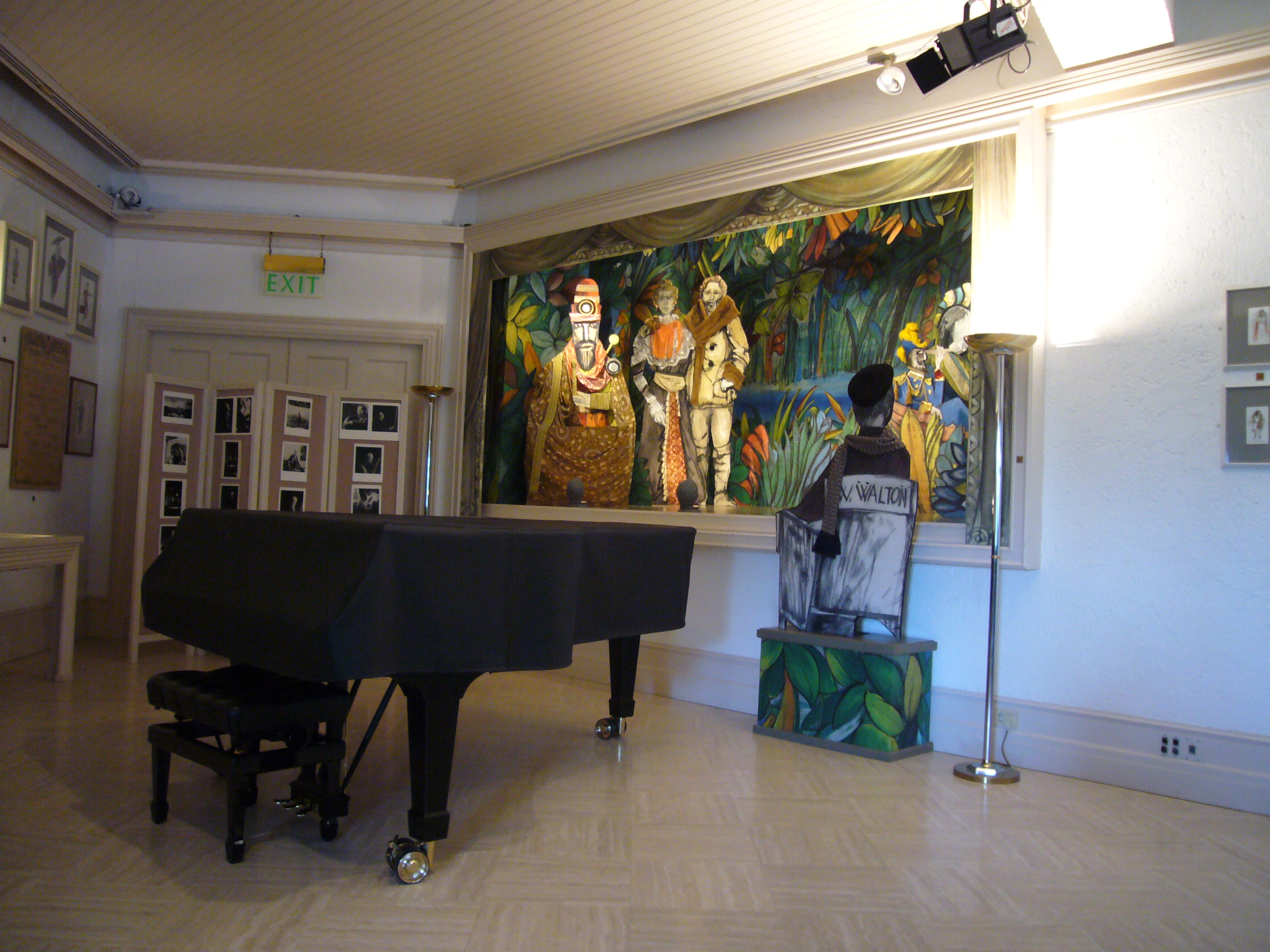
Im Museum

Ein Museum, das dem Leben und Werk von William Walton gewidmet ist, ist Teil des Anwesens. Es beherbergt neben der ständigen Ausstellung die William Walton-Stiftung. Das Gebäude ist an der Seite eines vulkanischen Hügels erbaut und umfasst auch einen Konzertsaal und das Archiv. Das Archiv wurde 1990 errichtet und verwahrt Briefe, Fotografien, Handschriften und Erinnerungsstücke des Komponisten. Es bietet eine wichtige Ressource für Musikwissenschaftler; ein Teil des Materials ist in der Dauerausstellung im Museum zu sehen. Die Sammlung wird ständig aktualisiert.

## Musikförderung
Im Konzertsaal finden jeweils im Frühjahr und Herbst Kammermusik-Konzerte statt. Zwischen 1989 und 1999 wurden jährlich Meisterkurse für junge Sänger und andere Musiker organisiert. Die Harvard University organisiert ein internationales Künstlerprogramm, das Wohn- und Arbeitsstipendien für Komponisten und Gartengestalter vergibt. Im Laufe der Jahre hat die „Fondazione William Walton e La Mortella“ zudem kooperative Beziehungen zu renommierten Musikschulen geknüpft, unter anderen zu dem Royal Welsh College of Music and Drama, das ein Stipendium im Namen William Waltons vergibt und jedes Jahr ein Studenten-Ensemble nach Ischia schickt. Die Scuola di Musica di Fiesole gewährt ein Jahresstipendium an einen jungen Musiker. Das Curtis Institute of Music in Philadelphia, USA, bietet Musikkurse und Konzerttätigkeiten an, die ebenfalls mit einem Wohnstipendium verbunden sind.